# David Davis (homme politique, 1815-1886)
Pour les articles homonymes, voir David Davis et Davis.
David Davis, né le 9 mars 1815 dans le comté de Cecil (Maryland) et mort le 26 juin 1886 à Bloomington (Illinois), est un homme politique américain. Proche d'Abraham Lincoln pour qui il est garde du corps et directeur de la campagne en 1860, ce dernier le nomme juge assesseur de la Cour suprême des États-Unis. Il occupe ce poste entre 1862 et 1877, puis est par la suite sénateur fédéral de l'Illinois de 1877 à 1883 et président pro tempore du Sénat des États-Unis de 1881 à 1883.